# Nicolaus Kleinenberg
Nicolaus Kleinenberg (Liepāja, 11 marzo 1842 – Napoli, 5 novembre 1897) è stato uno zoologo e medico tedesco.

## Biografia
Studiò presso l'Università di Jena sotto Ernst Haeckel, ottenendo il suo dottorato per la sua tesi di laurea parlante di embrioni. La sua successiva opera fu Hydra - Eine anatomisch-entwicklungsgeschichtliche untersuchung.
Kleinenberg era in gran amico di Anton Dohrn, aiutandolo anche a fondare la Stazione di Messina Marittima. Lavorò con Ilya Ilyich Mechnikov e Rudolf Ludwig Karl Virchow sempre a Messina. Kleinenberg e Hugo Eisig furono i primi assistenti della Stazione zoologica di Napoli.

## Opere
- Hydra : eine Anatomisch-entwicklungsgeschichtliche Untersuchung, 1872 - Hydra, an anatomical-evolutionary investigation.
- Una Stazione e Scuola Zoologica in Messina, 1880.
- Sull'origine del sistema nervoso central degli Anellidi, 1881.
- Die Entstehung des Annelids aus der Larve von Lopadorhynchus. Nebst bemerkungen über die Entwicklung anderer Polychaeten, 1886.[1]